# Pierre Bélinguier
Pierre Bélinguier, né le 24 juin 1870 à Villefranche-de-Lauragais (Haute-Garonne) et décédé le 8 septembre 1926 à Renneville (Haute-Garonne),  est un homme politique français.

## Biographie
Il se présenta aux élections législatives de 1914 face au député sortant Henri Auriol, il est élu avec 50,17% des suffrages.
Il fait partie du groupe républicain radical et radical-socialiste et il est membre de la Commission des pensions civiles et militaires. Il ne se représente pas à la fin de son mandat.